# Виздрик Назар Тарасович
Назар Тарасович Виздрик (нар. 27 квітня 1996, Львів) — український футболіст, захисник футбольного клубу «Нептунас».

## Біографія
Вихованець львівського футболу. У чемпіонаті ДЮФЛ України виступав за львівські СДЮШОР-4 (16 матчів, 3 голи) і «Карпати» (35 ігор, забив 2 голи). 
У 2013 році підписав з «Карпатами» професійний контракт, однак виступав переважно в юнацькій (40 матчів, 3 голи) та молодіжній (65 матчів, 5 голів) першостях. У складі команди двічі ставав бронзовим призером юнацького, і один раз — молодіжного чемпіонатів України. Перший і єдиний матч за основний склад «львів'ян» провів 31 травня 2017 року, у завершальній грі чемпіонату Прем'єр-ліги 2016/17, на 75-й хвилині домашнього матчу проти кропивницької «Зірки», замінивши Дмитра Кльоца. Потім провів у «Карпатах» ще один сезон, у складі дорослої команди на полі не з'являючись, після чого покинув клуб. 
У серпні 2018 року став гравцем кропивницької «Зірки», що саме вилетіла до Першої ліги.

## Досягнення
- Бронзовий призер юнацького чемпіонату України (2): 2013/14, 2014/15
- Бронзовий призер молодіжного чемпіонату України: 2016/17